# Nesomys
Nesomys is een geslacht van zoogdieren uit de familie Nesomyidae. De wetenschappelijke naam van het geslacht werd in 1870 gepubliceerd door Wilhelm Peters.

## Soorten
Er worden 3 soorten in dit geslacht geplaatst:
- Nesomys audeberti (Jentink, 1879)
- Nesomys lambertoni G. Grandidier, 1928 - Lambertonmadagaskarrat
- Nesomys rufus Peters, 1870 - Gewone Madagaskarrat